# Miki Jevremović
Miodrag „Miki” Jevremović (în sârbă Мики Јевремовић; n. 27 martie 1941, Belgrad, Regatul Iugoslaviei – d. 13 ianuarie 2017, Belgrad, Serbia) a fost un cântăreț de muzică pop sârb, fost iugoslav, care a locuit la Belgrad. A fost foarte popular în anii 1960 - 1970. 

## Biografie
Și-a început cariera cu o reprezentație la festivalul de muzică din Split în anii 1970 și a luat parte la festivaluri din acea perioadă: „Sezonul succesului tău” (în sârbă Ваш шлагер сезоне, din Sarajevo), „Primăvara Belgradului” (în sârbă Београдско пролеће), „Festivalul de la Zagreb”, „Festivalul de la Opatija”. În anii 1970, împreună cu George Marjanovic și Radmila Karaklajic, a fost foarte popular în URSS.  A fost cunoscut în fosta Uniune Sovietică pentru interpretarea melodiei „Moldoveanca”, în rusă „Смуглянка”  într-un duet cu Sofia Rotaru în 1975. În anii 1990, a participat la festivalul de vară din Muntenegru. 
A colaborat cu mulți compozitori sârbi și din străinătate (Boris Bizetić⁠(sr)[traduceți], Mikis Theodorakis și alții). 
Începutul carierei sale a fost marcat de cântecele: „Mama”, „Beau” și „Optsprezece trandafiri galbeni”. Ulterior, șlagărele sale au fost: „Odată ce o vezi pe Maria”, „Cu cine ești acum când e vremea tristă” și „Chitara poetului”. Ultimele sale șlagăre au fost: "Grecoaica", "Linda" și "Vinul vechi este bun".
În anii șaptezeci, împreună cu George Marjanovici și Radmila Karaklaich a fost foarte popular în Uniunea Sovietică. A interpretat melodii ale compozitorilor sovietici ca Eduard Kolmanovsky (rusă Эдуард Савельевич Колмановский) sau Nikita Bogoslovsky (rusă Никита Богословский). 
Fiica lui Miki, Jelena Jevremović (sârbă Јелена Јевремовић), este de asemenea o cântăreață faimoasă.
Pe vremea celei mai mari popularități, a existat o rivalitate între fanii lui Miki Jevremović și Đorđe Marjanović. Au fost fondate cluburi ale fanilor celor doi artiști: „Djokisti” și „Mikisti”.

## Șah
Pe lângă muzică, i-a plăcut foarte mult jocul de șah și a participat la mai multe turnee acasă și în străinătate. Cel mai mare succes al său a fost un meci egal cu campionul mondial Anatoli Karpov.